# Apodacra natalensis
Apodacra natalensis är en tvåvingeart som beskrevs av Villeneuve 1916. Apodacra natalensis ingår i släktet Apodacra och familjen köttflugor. Inga underarter finns listade i Catalogue of Life.